# 拉尔恰诺
拉尔恰诺（義大利語：Larciano），是意大利皮斯托亚省的一个市镇。总面积24.92平方公里，人口6328人，人口密度253.9人/平方公里（2009年）。ISTAT代码为047006。